# ちーちゃんは悠久の向こう
『ちーちゃんは悠久の向こう』（ちーちゃんはゆうきゅうのむこう）は、日日日による日本のライトノベル。第4回新風舎文庫大賞・大賞受賞作。2005年2月5日に新風舎から出版され、2006年には台湾でも翻訳出版がされた。2008年には実写映画が公開された。2008年に新風舎が倒産し、単行本は絶版状態となっていたが、2010年に角川文庫から復刊された。著者の別作『うそつき 嘘をつくたびに眺めたくなる月』、『ピーターパン・エンドロール』とは世界観を共有しており、本作の脇役キャラクターが主人公を務めている。

## 登場人物
僕 / 久野悠斗（ひさの ゆうと） / モンちゃん
物語の主人公。高校生。ちーちゃんからは「モンちゃん（おそらく「モンキー」のモン）」の愛称で呼ばれている。陸上部で走り幅跳びをやっている（映画版では弓道部）。幼い頃はちーちゃんに押入れに連れ込まれ、よく怪談話を聞かされた。その経験ゆえ、狭くて暗いところでじっとしているのが苦手。小学校の高学年頃から、宗教にのめり込んだ両親に虐待を受けるようになる。食事、衣類などは何も与えられておらず、その代わり学費のみ出してもらっている。そのため、学校へは通っているものの、いつも一日一食。三日間何も食べなかったこともあったらしい。両親には存在すら消されており、毎朝両親が出勤してから登校する（親に顔を見られると暴力を振るわれるため）。ちーちゃんには虐待されていることを黙っており、ばれていないと思っていた。ちーちゃんを大切という言葉では生ぬるいくらい大切な友人と思っている。
ちーちゃん / 歌島千草（うたじま ちぐさ）
主人公のアパートの隣の部屋に住む幼馴染の女の子。高校生。オカルト話が大好きで、幼い頃はいつも嫌がる主人公を押入れの中に連れ込んで聞かせていた。クラスメイトが引くほど幽霊やお化けが大好きで、クラスには主人公しか友達がいないらしい。が、意外なことに中学の頃はモテていた。薄く茶色に染めた髪を一つにまとめて三つ編みをしている。気に入らないと言いつつも駄菓子（本人曰く安いチューインガム）の匂いがする香水を毎日つけて学校に来ている。特徴はないが、欠点もない顔をしており、それなりに頭も良い。身長は伸び悩んでいるらしく、主人公より背が低い。性格は主人公曰く強くて頑固。主人公が虐待されていることを知っており、たまに弁当を作ってくれたり、誕生日には衣類をプレゼントしてくれたりした。オカルト研究会に所属しており、学校の七不思議について調べるようになる。
林田 / 林田遊子（はやしだ ゆうこ）
主人公とちーちゃんのクラスメイト。目立たない、大人しい女生徒。ふとすれば忘れてしまいそうに存在感がなく、いつもしかめっ面で本を読んでいる。登下校の最中も読書をやめない。長い髪を一つにまとめており、病的に痩せている。たった一人の友人（二年生の女生徒）には、「旅人さん」と呼ばれている。彼女のことをとても大切に思っており、彼女が自分とこの世界を繋いでくれる唯一の希望だと言っている。彼女が自分を旅人と呼ぶのなら、自分は全身全霊で旅人になる、と言っていた。ちーちゃんが危ういと、主人公に忠告した。世界に価値観が見出せず、本の世界で遊ぶうちに、幻想という名の蜘蛛の糸に娶られてしまったらしい。中学の頃、自殺未遂常習者で、何回も入院していた。ちーちゃんによると手首は「ずたずた」らしい。たった一人の友人に「死ね」と言われて突き飛ばされたことが原因で、「悠久の向こう」へ行くと言い、電車に身を投げて自殺した。その経緯は著者の別作『ピーターパン・エンドロール』で語られている。
武藤先輩 / 武藤 白（むとうしろ）
主人公が所属する陸上部の部長（映画版では弓道部の部長）。美人で陸上の才能がある。
荏田まなみ（えだ まなみ）
主人公が所属する陸上部の部員。女みたいな名前だが、男子生徒である。主人公を陸上部へ誘った。小柄で気が弱そうな、眼鏡をかけた生徒。運動はからきしダメなのに陸上部という不思議な奴。

## 既刊一覧
- 新風舎文庫版 - 2005年2月25日、ISBN 978-4-79-749558-4　※絶版
- 角川文庫版 - 2010年6月23日発売[2]、ISBN 978-4-04-481014-6

## 映画
ちーちゃん役に『時をかける少女』（アニメ映画）で紺野真琴の声優を務めた仲里依紗、モンちゃん役に映画『バッテリー』で注目を集めた林遣都をむかえ、兼重淳監督で映画化。2008年1月19日に劇場公開された。
キャッチフレーズは「死んでも、終わらない恋」。

### あらすじ
「僕」はオカルト好きな幼馴染・ちーちゃんに振り回されつつも、穏やかな日常を送っていた。高校入学にあたり、「僕」は弓道部への入部を決め、ちーちゃんはオカルト研究会の扉をくぐる。この学校にはお定まりの「学校の七不思議」と呼ばれるスポットが点在し、胸躍るちーちゃんはその探検に「僕」をも誘ってきた。だが、彼女には言えないが両親が離婚の危機に晒されている「僕」には、とてもつきあえた冒険ではなく、その上武藤先輩に告白されて「僕」はパニック状態だったのだ。ところが、ふとしたことから「僕」は遙か昔に忘れていた、ちーちゃんに関する重大な事件を知らされることになる。

### キャスト
ちぐさ/ちーちゃん（歌島千草）
演 - 仲里依紗、永山菜々（子供時代）
香奈菱高校1年生。オカルト研究会所属(ただし、所属直後に漫画研究会のようなものと判明しがっかりしている)。子供の頃は、仲良しのモンちゃんにあれこれと指示を出して引っ張る行動派。料理上手で、ほどなくして母親が出ていったモンちゃんのために手作りお弁当を持ってくるようになる。自分たちが通う高校の七不思議の存在を知り、モンちゃんと共に調べようとする。
「僕」/モンちゃん（久野悠斗）
演 - 林遣都、飛田光里（子供時代）
ちーちゃんと同じクラス。弓道部所属。子供の頃にいつもちーちゃんと二人で遊んでいる。『モンちゃん』というあだ名は、猿（モンキー）みたいだからということでつけられた。ちーちゃんとは高校生になっても相変わらず仲良くしている。部活では弓を射る構えや声出し・掃除などをしている。家では、母が出ていったことで父との関係が上手く築けず心を痛める。
弓道部部長（武藤白）
演 - 高橋由真
モンちゃんが入部する弓道部の部長兼主将。弓道では真面目だが同級生の大島ほど厳しさはない。弓道の弓を射る直前の精神集中で無になる瞬間が好き。理由は不明だが、後輩のモンちゃんに敬語で話す。
弓道部員・大島
演 - 小野まりえ
部活では常に緊張感を持って行動する厳しい人物。少しでも気の抜けた部員がいるとすぐ叱咤している。キビキビとした男っぽい口調で話す。武藤に部長として頼りなく感じている。
林田遊子
演 - 波瑠
クラスメイトだが、1年留年しているためモンちゃんたちより年上。「霊感が強い」や「自殺未遂をした」という噂があるなど謎めいておりクラスでは浮いた存在。暗くておとなしいが、冷静に物事を判断し自分の考えは曲げない性格。モンちゃんに色々と忠告する。
横田
演 - 兼子舜
クラスメイト。遊子に関する周りから聞いた、いくつかの噂話をモンちゃんに伝える。
加藤信二
演 - 奥村知史
クラスメイトであり弓道部所属。部活の練習中に自分から無駄口を叩いたのに、先輩から怒られると橘のせいにするなど少々無責任な性格。
橘
演 - 植松孝行
クラスメイトであり弓道部所属。弓道部の部長に憧れている。髪型は丸刈り。
モンちゃんの担任（西一洋）
演 - 中山祐一朗
英語科教師。新入生であるモンちゃんたちに高校生の自覚を促す。
モンちゃんの父（久野武）
演 - 堀部圭亮
妻が離婚届を置いて家を出ていったことにショックを受ける。それ以後、酒の量が増えたり、モンちゃんとの会話もギクシャクしている。
モンちゃんの母（久野智子）
演 - 霧島れいか
電話の声と写真のみの出演。夫によると家を出たのは、他に好きな男ができたと言われている。
ちーちゃんの母（歌島実奈子）
演 - 西田尚美
家で遊ぶちーちゃんとモンちゃんを微笑ましく見守る。ちなみに自身が作るミルクプリンは、ちーちゃんの好物。

### スタッフ
- 監督 - 兼重淳
- 脚本 - 山室有紀子・兼重淳

### 主題歌
- 奥華子 - 「空に光るクローバー」（ポニーキャニオン）

### 関連商品
DVD
- ちーちゃんは悠久の向こう 〜序章〜（2007年12月21日、デックスエンタテインメント）
- ちーちゃんは悠久の向こう（2008年6月4日、ポニーキャニオン）※特別版、通常版

Blu-ray
- ちーちゃんは悠久の向こう（2019年9月18日、ポニーキャニオン）